# Andaspis meliae
Andaspis meliae är en insektsart som först beskrevs av Green 1919.  Andaspis meliae ingår i släktet Andaspis och familjen pansarsköldlöss. Inga underarter finns listade i Catalogue of Life.